# NATALIE/アップル・パップル・プリンセス
「NATALIE／アップル・パップル・プリンセス」（ナタリー／アップル・パップル・プリンセス）は、竹内まりやの9枚目のシングル。1981年12月16日にRCA（現：ソニー・ミュージックレーベルズ）より発売された。

## 解説
結婚、出産に伴い音楽活動を休止する前の最後のシングルである。
「NATALIE」は竹内自身の作詞・作曲による全編英語詞の楽曲。セカンド・アルバム『UNIVERSITY STREET』以来2年ほどセッションの機会が無かったセンチメンタル・シティ・ロマンスとの共同作業で制作された。竹内は一度英語でドラマ仕立ての歌詞が描きたかったと言い、詞の内容は、スターになることを夢見てロサンゼルスにやって来た田舎娘が、夢を叶えるに従ってやがて故郷を忘れ、素朴な心も失ってしまうが、そんな娘に対してかつての恋人が「自分を愛せなくなる前に帰っておいで」と呼びかけるというもの。竹内は「歌の主人公のナタリーという子は、富も名声も手に入れて夢を叶えたけど、あなたは本当にそれで幸せなの？という、どこか自分に対しての問いかけや皮肉も加えた曲。もうすぐ休業するという意思が固かったんだと思います。」と振り返っている。
「アップル・パップル・プリンセス」は、NHKの『みんなのうた』で放送された曲（1981年12月 - 1982年1月）。竹内の楽曲には珍しく、テクノ歌謡のアレンジが採られている。シングルのみの発売だったため、他の歌手によるカバー版を除いて未CD化の状態が続いていたが、2008年発売のシングル『縁の糸』のカップリングとしてリマスタリング音源にて収録された。これまで演奏者は不明だったが、コーラスが大貫妙子、EPOと竹内自身であることが、シングル『縁の糸』の歌詞カードや、ベスト・アルバム『Turntable』のセルフライナーノーツにて明かされた。

## みんなのうた
映像は、若井丈児のアニメーション作品。一人の女性が都会のビルで魔法のリンゴを食べるお洒落なイラストが人気である。当楽曲の映像は、初回放送時と近年の再放送時で変更点が見られる。変更の理由は、映像の随所に映る外国人の顔写真に肖像権が発生するためと思われる。具体的には曲の1番で、ウェイターのペンギンが女性にリンゴを運ぶシーンと、曲の2番で女性がビルの壁を歩くシーンに映る外国人の顔写真が塗り潰されている。

## 収録曲

### Side 1
1. NATALIE  –  (3:51)
作詞・作曲：竹内まりや、編曲：告井延隆
  - 竹内本人が出演した花王「リーゼ」CMソング。

### Side 2
1. アップル・パップル・プリンセス  –  (2:24)
作詞：柴田陽平、作曲：加瀬邦彦、編曲：大村憲司
  - NHK（総合、Eテレ）『みんなのうた』放送曲。
  - 初回放送月：1981年12月 - 1982年1月

## 収録作品
NATALIE
- Portrait
- VIVA MARIYA!!
- RE-COLLECTION
- Best Pack
- Turntable

アップル・パップル・プリンセス
- 縁の糸（'08 New Remaster にて収録）
- NHK みんなのうた 50 アニバーサリー・ベスト ～大きな古時計～

## 演奏
NATALIE
- Drums：本多・タコ坊・正憲
- Bass：久田潔
- Guitar：中野督夫、告井延隆
- Keyboard：細井豊
- Mandolin：告井延隆
- Harmonica：細井豊
- Background Vocals：中野督夫、告井延隆、野口明彦

アップル・パップル・プリンセス
- （演奏者不明）
- Background Vocals：大貫妙子、EPO、竹内まりや

## カバー
NATALIE
- 陳慧嫻（1988年、広東語版「歲月流聲」、アルバム『嫻情』に収録）

アップル・パップル・プリンセス
- 江沢マキ、フィーリング・フリー（『みんなのうた』各種オムニバスアルバム（日本コロムビア）に収録）

## 参考資料
- 『PORTRAIT』（RCA/RVC）、1981年10月21日。RHL-8515。 - LPレコード
- 竹内まりや『PORTRAIT』（ライナーノーツ）アリオラジャパン、2019年3月27日。BVCL-944。